# Phygadeuon ovalis
Phygadeuon ovalis är en stekelart som beskrevs av Léon Abel Provancher 1875. Phygadeuon ovalis ingår i släktet Phygadeuon och familjen brokparasitsteklar. Inga underarter finns listade i Catalogue of Life.